# Betriebssportgemeinschaft
Betriebssportgemeinschaft oder Betriebssportgruppe (auch Werkssportgemeinschaft/-Gruppe; abgekürzt BSG; oder Werkssportverein) steht im Allgemeinen als Begriff für den Zusammenschluss von Sportinteressierten eines Unternehmens oder einer Branche. Die Betriebssportgemeinschaft verfügt in aller Regel über keine eigene Rechtspersönlichkeit. In Ausnahmefällen ist eine BSG in Vereinsform anzutreffen. Es existieren zahlreiche solche Vereinigungen, häufig mit Unterstützung des Arbeitgebers, vor allem bei Unternehmen, deren Philosophie eine ausgeprägte Sozialprägung aufweist. Sogenannte Werksteams sind häufig als BSGs entstanden, werden jedoch meist dem Profisport zugerechnet und rekrutieren sich nicht aus Mitarbeitern.

## Betriebssportgemeinschaften im Dritten Reich
Nach der Machtergreifung der Nationalsozialisten 1933 wurde der Sport im neu entstandenen NS-Staat in die Politik mit einbezogen und diente nunmehr der Wehrertüchtigung und der Förderung der Volksgemeinschaft. Im Rahmen der Gleichschaltungspolitik aller gesellschaftlichen Bereiche wurden die bis dahin unabhängigen Sportvereine nach und nach zurückgedrängt. Zahlreiche Organisationen der NSDAP, wie die SS, SA und HJ bauten eigene Sportorganisationen auf, in denen die NS-Ideologie voll zum Tragen kam. Auch die Deutsche Arbeitsfront (DAF), die Einheitsgewerkschaft der Nationalsozialisten, bemühte sich um den Sport. Ihre Unterorganisation KdF gründete 1936 ein eigenes Sportamt mit der Aufgabe, zur „Wehrertüchtigung und rassischen Vervollkommnung“ den Sport in die Betriebe zu bringen. Zu diesem Zweck wurden in den größeren Werken Betriebssportgemeinschaften (BSG) ins Leben gerufen, die sich zunächst um den Breitensport kümmern sollten. Mit zunehmender Dauer wandten sich die BSG jedoch auch dem Wettkampfsport zu und nahmen teilweise am deutschlandweiten Spielbetrieb der verschiedensten Sportarten teil. Am auffälligsten waren die Erfolge im Fußball, wo beispielsweise die BSG Gelsenguß Gelsenkirchen, Neumeyer Nürnberg und Volkswagenwerk Wolfsburg in der Gauliga, der höchsten Fußballklasse, spielten. Zwischen 1938 und 1940 stieg die Zahl der Betriebssportgemeinschaften von 10.000 bis auf 20.000 an. Im November 1941 war die BSG Krupp in Essen Gastgeber der letzten Deutschen Judomeisterschaft im Dritten Reich. Der Führer der DAF, Robert Ley, entwickelte zu dieser Zeit den Plan, die Betriebssportgemeinschaften mit den Sportvereinen zu so genannten Ortssportgemeinschaften zwangszuvereinen. Dieser Plan wurde jedoch von Hitler 1942 gestoppt, da nach der Ausweitung des Zweiten Weltkrieges keine weitere Unruhe unter die Bevölkerung gebracht werden sollte. Nach Kriegsende fielen die Betriebssportgemeinschaften dem allgemeinen Verbot der Sportvereine zum Opfer, sie lebten auch nach der Wiedereinführung des Vereinssports in den Westzonen nicht wieder auf.

## Betriebssportgemeinschaften in der DDR
Nach dem Ende des Zweiten Weltkriegs wurden die sportlichen Strukturen der NS-Diktatur in der Sowjetischen Besatzungszone (SBZ) restlos zerschlagen. Alle Sportvereine wurden auf der Grundlage der Direktive Nr. 23 des Alliierten Kontrollrats der Besatzungsmächte vom 17. Dezember 1945 aufgelöst. Sportwettkämpfe wurden zunächst nur auf lokaler Ebene mit lose organisierten Sportgemeinschaften in den Städten und Landkreisen zugelassen. Der Fußball-Spielbetrieb konnte erst ab Herbst 1946 auf Länderebene ausgeweitet werden. Die Organisation lag in den Händen des Jugendverbandes „Freie Deutsche Jugend“ (FDJ).
Nach der 1. Ostzonen-Fußballmeisterschaft im Sommer 1948 wurde deutlich, dass die bisherigen Organisationsformen nicht mehr ausreichend waren. Auf Initiative des Freien Deutschen Gewerkschaftsbundes und der FDJ wurde am 1. Oktober 1948 in der sowjetischen Besatzungszone der Deutsche Sportausschuß (DS) als Dachorganisation gegründet, der zunächst die Reorganisation des Sportbetriebes unter der Devise „Umstellung auf Produktionsbasis“ in Angriff nahm. Unter Beteiligung des FDGB wurden in Produktions- und Verwaltungsbetrieben Betriebssportgemeinschaften (BSG) gegründet. Die sogenannten Trägerbetriebe übernahmen für ihre BSG die Finanzierung und Logistik, verantwortlich waren die Betriebsgewerkschaftsgruppen. Die BSG sollten sportliche Aktivitäten auf breiter Basis fördern und organisieren. So boten sie eine breite Palette von Sportarten an, die in sogenannten BSG-Sektionen organisiert wurden. Jede BSG hatte ihre eigene einheitliche Leitungsstruktur mit Vorsitzendem und Sektionsleitern. Die finanziellen Mittel wurden aus den Gewerkschaftsfonds der Trägerbetriebe bereitgestellt, in vielen Fällen wurden auch die Sportanlagen durch die Betriebe errichtet. Von Trägerbetrieben unterstützte Gemeinschaften wurden teilweise auch Industriesportgemeinschaft (ISG) oder Zentralsportgemeinschaft (ZSG) genannt.
In der Folge fasste der DS am 3. April 1950 den Beschluss „Über die Reorganisation des Sports auf Produktionsebene“. Er sah die Bildung von zentralen Sportvereinigungen auf der Basis der Gewerkschaftsstruktur vor, nach der alle Betriebssportgemeinschaften entsprechend ihrer übergeordneten Sportvereinigung einheitliche Namen erhielten (z. B. BSG Rotation Dresden mit dem Trägerbetrieb VEB Sachsenverlag). Sie hatten die BSG innerhalb ihres Bereiches zu fördern und den Sportverkehr zu regeln, letzteres auch durch die Organisation zentraler SV-Wettkämpfe sowie durch Einflussnahme beim Sportlerwechsel zu anderen BSG. Es wurden folgende 16 Sportvereinigungen gegründet:
| Sportvereinigung | Gewerkschaftsbereich                           |
| Aktivist         | Bergbau                                        |
| Aufbau           | Bauindustrie                                   |
| Chemie           | chemische Industrie, Glas- und Keramik         |
| Einheit          | staatliche und kommunale Verwaltung            |
| Empor            | Handel und Nahrungsgüterwirtschaft             |
| Fortschritt      | Leicht- und Textilindustrie                    |
| Lokomotive       | Reichsbahn                                     |
| Medizin          | Gesundheitswesen                               |
| Motor            | Maschinen- und Fahrzeugbau, Metallverarbeitung |
| Post             | Post- und Fernmeldewesen                       |
| Rotation         | polygrafische Industrie und Verlagswesen       |
| Stahl            | Metallurgie                                    |
| Traktor          | Landwirtschaft                                 |
| Turbine          | Energiewirtschaft                              |
| Wismut           | Uranbergbau (Wismut)                           |
| Wissenschaft     | Universitäten und Hochschulen                  |

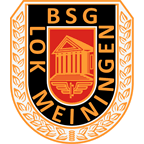
Logo einer BSG

Zur weiteren Stärkung des DDR-Sports gründeten die großen Sportvereinigungen im Herbst 1954 jeweils für ihren Bereich Sportclubs, die von der DDR-Sportführung besonders gefördert wurden (z. B. SC Einheit Dresden, SC Chemie Halle, SC Empor Rostock oder SC Wismut Karl-Marx-Stadt). Damit verloren die Betriebssportgemeinschaften hinsichtlich des Spitzensports, der künftig bei den Sportclubs angesiedelt war, an Bedeutung, sie waren nur noch Sportgemeinschaften 2. Klasse. Mit der fortschreitenden Zentralisierung des DDR-Sports durch das 1957 gegründete übergeordnete Sportorgan DTSB verloren auch die zentralen Sportvereinigungen zunehmend an Bedeutung und wurden später kaum noch in der Öffentlichkeit wahrgenommen. Zu den größten und leistungsstärksten Betriebssportgemeinschaften im Fußball zählten Wismut Aue, Stahl Riesa, Chemie Leipzig, Motor/Sachsenring Zwickau und Lokomotive Stendal. Chemie Leipzig war die einzige BSG, die nach Bildung der Sportclubs DDR-Fußballmeister wurde.
Die Sportvereinigungen Vorwärts und Dynamo standen außerhalb des BSG-Systems. Sie waren Sportorganisationen der Nationalen Volksarmee bzw. der Volkspolizei. Ihnen waren die örtlichen Armeesportgemeinschaften (ASG) „Vorwärts“ und die Sportgemeinschaften „Dynamo“ unterstellt.
Als die Volkseigenen Betriebe nach der politischen Wende von 1990 abgeschafft wurden, waren die Betriebssportgemeinschaften gezwungen, neue Organisationsformen zu finden. Den meisten gelang eine direkte Umwandlung in einen eingetragenen Verein. Mehrere Betriebssportgemeinschaften lösten sich auf und wurden durch neugegründete Sportvereine ersetzt.